# Wydawnictwo Naukowe Brama
Wydawnictwo Naukowe BRAMA – Książnica Włóczęgów i Uczonych powstało w 1990 roku. Wydawane książki skierowane są do odbiorcy poszukującego odpowiedzi na podstawowe pytania egzystencjalne.